# Kolokvij (skup)
Kolokvij (iz latinskog colloqui = „razgovor“) označava znanstveni razgovor.
Pojam se rabi u raznim područjima, posebice na akademskim i znanstvenim skupovima.